# Chaitud Uamtham
Chaitud Uamtham (thailändisch ชัยธัช อ่วมธรรม) ist ein thailändischer Fußballtrainer.

## Karriere
Chaitud Uamtham stand vom 10. November 2019 bis 31. Dezember 2020 beim thailändischen Erstligisten Ratchaburi Mitr Phol in Ratchaburi unter Vertrag. 